# Triméthylarsine
Le triméthylarsine est un  composé chimique de  formule chimique (CH3)3As, communément abrégée en AsMe3. 
C'est un dérivé organique de l’arsine (AsH3), découvert en 1854 mais ce n’est qu’en 1893 que le chimiste Italien Bartolomeo Gosio (it) a publié les résultats de ses travaux sur le gaz toxique dit « Gaz Gosio », (Gaz qui s’est ensuite avéré être du triméthylarsine).
Il est notamment utilisé comme source d’arsenic par l’industrie de la microélectronique.

## Caractéristiques chimiques
C'est un liquide incolore, toxique, de masse molaire 120,02 g/mol, de n°CAS 593-88-4, légèrement soluble dans l’eau, soluble dans divers solvants organiques.
- Point de fusion : −87,3 °C
- Point d’ébullition : 51 °C
- Point d’explosion : 100 °C

- Composés :

acide cacodylique
Triphénylarsine

## Préparation
Il est produit à partir de trioxyde d’arsenic, en réaction avec le triméthylaluminium :
As2O3  +  3 AlMe3 →  2 AsMe3  +  Me-(Al-O)n

## Réactivité
Le triméthylarsine peut s'enflammer en raison d'une réaction exothermique :
AsMe3  +  1/2 O2  →  OAsMe3 (TMAO)

## Sécurité/toxicité
Comme tous les composés organo-arséniés, outre son caractère toxique immédiat, il est considéré comme cancérigène.